# Канадзава
Канадзава е град и административен център на префектура Ишикава в Западна Япония. Населението му е 465 325 жители (по приблизителна оценка от октомври 2018 г.). Общата му площ е 467,77 кв. км. Намира се в часова зона UTC+9. Разположен е на Японско море.

## Побратимени градове
- Бъфало (щат Ню Йорк, САЩ)
- Гент (Белгия)
- Иркутск (Русия)
- Нанси (Франция)
- Порту Алегри (Бразилия)
- Суджоу (Китай)
- Чоджу (Южна Корея)